# Twilight of the Thunder God
Twilight of the Thunder God is het zevende album van Amon Amarth, uitgebracht in 2008.

## Track listing
1. Twilight of the Thunder God (feat. Roope Latvala) - 4:09
2. Free Will Sacrifice - 4:09
3. Guardians of Asgaard (feat. Lars Göran Petrov) - 4:23
4. Where Is Your God? - 3:11
5. Varyags of Miklagaard - 4:18
6. Tattered Banners and Bloody Flags - 4:30
7. No Fear for the Setting Sun - 3:54
8. The Hero - 4:04
9. Live for the Kill (feat. Apocalyptica) - 4:12
10. Embrace of the Endless Ocean - 6:44